# Formula 1 Indoor Trophy 1996
Formula 1 Indoor Trophy 1996 je bila neprvenstvena dirka Formule 1, ki je potekala 7. in 8. decembra 1996 na dirkališču Bologna Motor Show. To je bila zadnja izvedba dirke Formula 1 Indoor Trophy in nasploh zadnja neprvenstvena dirka Formule 1.

## Prijavljeni
| Dirkač               | Moštvo             |
| -------------------- | ------------------ |
| Giancarlo Fisichella | Benetton-Renault   |
| Giovanni Lavaggi     | Minardi-Ford       |
| Tarso Marques        | Minardi-Ford       |
| Shinji Nakano        | Ligier-Mugen Honda |
| Olivier Panis        | Ligier-Mugen Honda |
| Jarno Trulli         | Benetton-Renault   |

## Rezultati

### Predtekmovanje
| Poz | Dirkač               | Moštvo             | Toč |
| --- | -------------------- | ------------------ | --- |
| 1   | Jarno Trulli         | Benetton-Renault   | 18  |
| 2   | Giancarlo Fisichella | Benetton-Renault   | 14  |
| 3   | Giovanni Lavaggi     | Minardi-Ford       | 10  |
| 4   | Shinji Nakano        | Ligier-Mugen Honda | 8 † |
| 5   | Tarso Marques        | Minardi-Ford       | 6   |
| 6   | Olivier Panis        | Ligier-Mugen Honda | 2   |

† Nakano zaradi trčenja ni mogel sodelovati v finalnem delu, zamenjal ga je Tarso Marques.

### Finale
|  | Polfinale            | Polfinale            | Polfinale        |   |                      | Finale               | Finale | Finale |
|  |                      |                      |                  |   |                      |                      |        |        |
|  | Giancarlo Fisichella | Giancarlo Fisichella | 2                |   |                      |                      |        |        |
|  | Tarso Marques        | Tarso Marques        | 0                |   |                      |                      |        |        |
|  |                      |                      |                  |   | Giancarlo Fisichella | Giancarlo Fisichella | 2      |        |
|  |                      | Giovanni Lavaggi     | Giovanni Lavaggi | 0 |                      |                      |        |        |
|  | Jarno Trulli         | Jarno Trulli         | 0                |   |                      |                      |        |        |
|  | Giovanni Lavaggi     | Giovanni Lavaggi     | 2                |   |                      |                      |        |        |